# Terra Indígena Mata Medonha

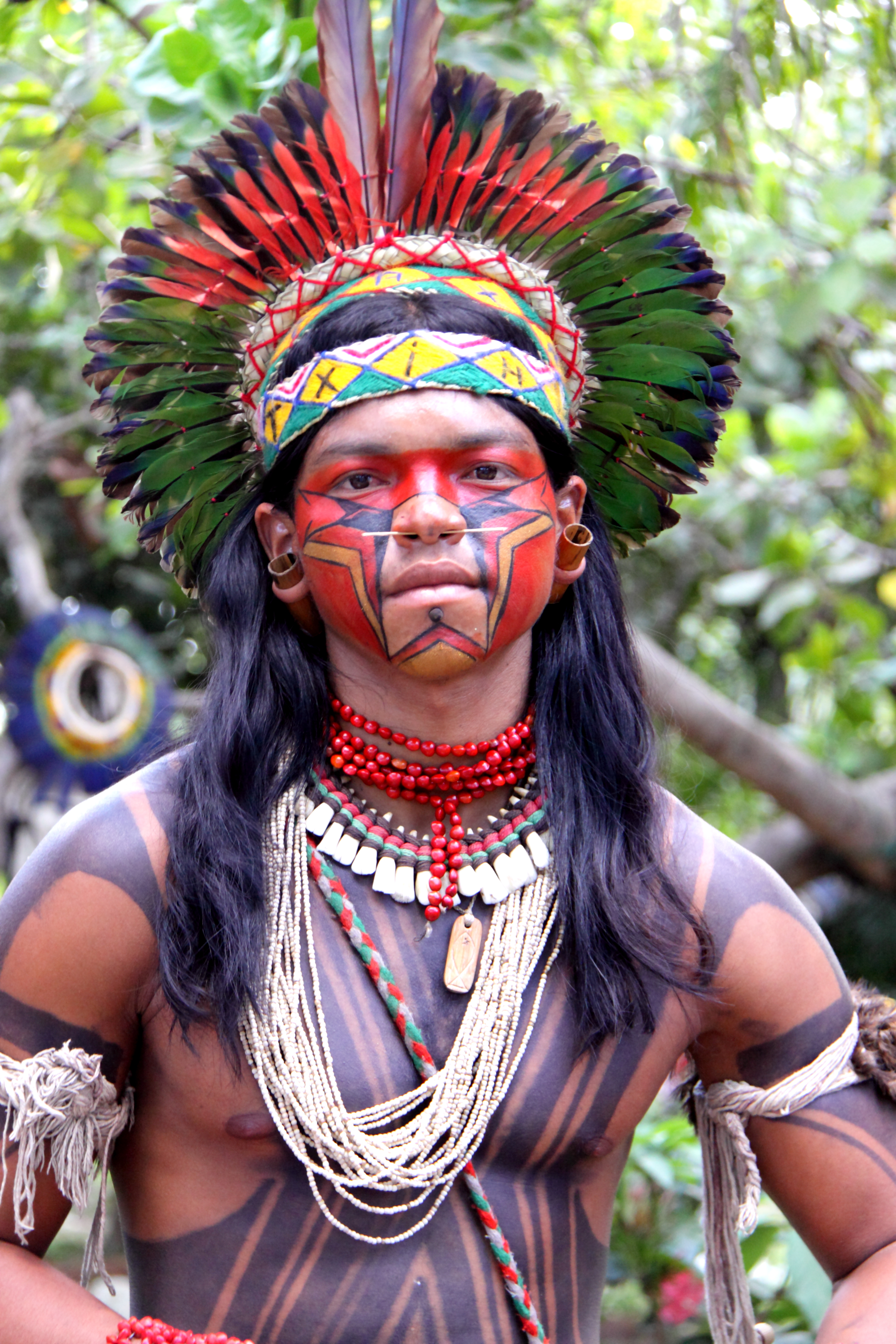
Indígena da etnia Pataxó

A Terra Indígena Mata Medonha é uma terra indígena localizada no sul do estado da Bahia. Ocupa uma área de 549 ha no município de Santa Cruz Cabrália. As terras ainda não foram homologadas e em 2010 eram  habitadas por 194 indígenas da etnia Pataxó.